# منولا دارگیس
منولا دارگیس (انگلیسی: Manohla Dargis؛ ‏ ‎/məˈnoʊlə ˈdɑːrɡɪs/‎ mə-NOH-lə DAR-ghiss؛ ‏ زادهٔ ۱۹۶۱ میلادی) روزنامه‌نگار و منتقد اهل ایالات متحده آمریکا است.
او به همراه ای. او. اسکات در نیویورک تایمز، نقدهای سینمایی و تلویزیونی می‌نویسند و منتقد فیلم اصلی نیویورک تایمز است. 
وی پیش از فعالیت در نیویورک تایمز، منتقد سینمایی در لس آنجلس تایمز، هفته‌نامه لس آنجلس و ویلج ویس بود. او در سال ۲۰۱۲، جایزه نلسون آ. راکفلر را از کالج پرچِیس (وابسته به دانشگاه ایالتی نیویورک) دریافت کرد؛ این جایزه، بنا به گفته کالج، «به افرادی اهدا می‌شود که با مشارکت‌های خود در عرصه هنر، شایستگی و تمایز یافته‌اند.»